# Schoenorchis jerdoniana
Schoenorchis jerdoniana är en orkidéart som först beskrevs av Robert Wight, och fick sitt nu gällande namn av Leslie Andrew Garay. Schoenorchis jerdoniana ingår i släktet Schoenorchis och familjen orkidéer. Inga underarter finns listade i Catalogue of Life.